# Poulidor Toto
Poulidor Toto (16 giugno 1983) è un calciatore francese, attaccante del Magenta.

## Carriera
Ha esordito con la Nazionale neocaledoniana nel 2007, giocando 8 incontri e segnando 3 gol, sino all'anno successivo.